# ياو مينغ
ياو مينغ ( بالصينية: 姚明 ؛ مواليد 12 سبتمبر 1980) هو لاعب كرة سلة صيني معتزل لعب في الدوري الأمريكي لكرة السلة للمحترفين (NBA) مع نادي هيوستن روكتس. وكان قبل اعتزاله الأطول في الدوري حيث يبلغ طوله 229 سم ووزنه 141 كلغ. وغاب مينغ طويلاً عن المشاركة قبل اعتزاله بسبب الإصابة.
كما أنه صاحب ايقونة الضحك الشهيرة علي موقع التواصل الاجتماعي الفيس بوك.

## عائلته
كان والدي مينغ لاعبي كرة سلة سابقاً وكانا طويلين، حيث يبلغ طول الأب 2.08 مترا، وطول الأم 1.88 مترا. في عام 2007 تزوج ياو من لاعبة كرة السلة الصينية يي لي في شنغهاي.

## روابط خارجية
- ياو مينغ على موقع IMDb (الإنجليزية)
- ياو مينغ على موقع الموسوعة البريطانية (الإنجليزية)
- ياو مينغ على موقع إن إن دي بي (الإنجليزية)
- ياو مينغ على موقع قاعدة بيانات الفيلم (الإنجليزية)
- ياو مينغ على موقع الاتحاد الدولي لكرة السلة (الإنجليزية)
- ياو مينغ على موقع إن بي أي (الإنجليزية)
- ياو مينغ على موقع سبورتس رفرنس (الإنجليزية)
- ياو مينغ على موقع كرة السلة الأوروبية.كوم (الإنجليزية)
- ياو مينغ على موقع ريلجم (الإنجليزية)
- ياو مينغ على موقع بروبوليرز (الإنجليزية)
- ياو مينغ على موقع سبورتس رفرنس (الإنجليزية)
- ياو مينغ على موقع اللجنة الأولمبية الدولية (الإنجليزية)
- ياو مينغ على موقع أوليمبيديا (الإنجليزية)
- ياو مينغ على موقع اللجنة الأولمبية الصينية (الإنجليزية)